# Barbara Stanwyck
Barbara Stanwyck (Brooklyn, 16 de julio de 1907-Santa Mónica, 20 de enero de 1990) fue una actriz estadounidense, candidata cuatro veces a los Premios Óscar de Hollywood y ganadora finalmente de uno honorífico en 1982. Es «uno de los mitos del Séptimo Arte» e interpretó a algunas de las mujeres fatales más emblemáticas de la historia del cine.
Estrella de teatro, cine y televisión, durante sus 60 años de carrera profesional fue conocida por su fuerte y realista presencia en la pantalla y su versatilidad.  Fue una de las favoritas de directores como Cecil B. DeMille, Fritz Lang y Frank Capra, y rodó 85 películas en 38 años antes de dedicarse a la televisión.
Huérfana a los cuatro años y criada parcialmente en hogares de acogida, siempre trabajó. Uno de sus directores, Jacques Tourneur, dijo de ella: "Sólo vive para dos cosas, y ambas son el trabajo". Debutó en el escenario en el coro como chica de Ziegfeld en 1923, a los 16 años, y en pocos años ya actuaba en obras de teatro. Su primer papel protagonista, en el éxito Burlesque (1927), la consagró como estrella de Broadway. 
En 1929 empezó a actuar en películas sonoras. Frank Capra la eligió para su drama romántico Ladies of Leisure (1930). Esto la llevó a interpretar otros papeles protagonistas que la encumbraron, como Night Nurse (1931), Baby Face (1933), y la controvertida The Bitter Tea of General Yen (1933). En 1937, interpretó el papel principal en Stella Dallas, por el que obtuvo su primera nominación al Oscar a la mejor actriz. En 1939, protagonizó Unión Pacífico. En 1941, protagonizó dos comedias screwball: Ball of Fire con Gary Cooper, y Las tres noches de Eva con Henry Fonda. Recibió su segunda nominación al Oscar por Ball of Fire, y en las décadas transcurridas desde su estreno The Lady Eve ha llegado a ser considerada un clásico de la comedia, y la interpretación de Stanwyck ha sido calificada como una de las mejores de la comedia estadounidense. Otras películas de éxito durante este periodo son Meet John Doe (1940) y Me perteneces (1941), en las que volvió a formar pareja con Cooper y Fonda, respectivamente. En 1944, Stanwyck se había convertido en la actriz mejor pagada de Estados Unidos. Protagonizó junto a Fred MacMurray la seminal  película de cine negro Double Indemnity (1944), interpretando a la esposa que convence a un vendedor de seguros para que mate a su marido, por la que recibió su tercera nominación al Oscar. En 1945, interpretó a una ama de casa columnista en la exitosa comedia romántica Navidad en Connecticut. Al año siguiente, interpretó a la trágica femme fatale del título en El extraño amor de Martha Ivers. Obtuvo su cuarta nominación al Oscar por su interpretación de una esposa inválida en el thriller negro Voces de muerte (1948). La carrera cinematográfica de Stanwyck decayó a principios de la década de 1950, a pesar de haber interpretado un buen número de papeles principales y secundarios en esa década, el más exitoso de los cuales fue Executive Suite (1954). 
En la década de 1960 se pasó a la televisión, donde ganó tres Premios Emmy por El show de Barbara Stanwyck (1961), la serie del oeste The Big Valley (1966) y la miniserie El pájaro espino (1983). 
Recibió un  Oscar Honorífico de la Academia en 1982, el Premio Cecil B. DeMille en 1986 y otros premios honoríficos. El American Film Institute la consideró la 11.ª mayor estrella femenina del cine clásico estadounidense.

## Biografía
Fue la menor de los cinco hijos de una familia de clase obrera. Su madre, Catherine Ann McPhee (1870-1911), murió cuando ella era muy niña y su padre, Byron E. Stevens (1872-1954), la abandonó poco después, y creció acogida en varias familias. 
Comenzó trabajando de telefonista, y también como corista en distintos espectáculos de vodevil. Posteriormente conseguiría trabajar en Broadway, donde conoció a su primer marido, el polémico actor Frank Fay, y con el que se fue a Los Ángeles para intentar comenzar una carrera en el cine. Se dice que el guion para la película Ha nacido una estrella, de William A. Wellman está basado en su conflictivo matrimonio y la obsesión de su marido por convertirla en una estrella.

## Trayectoria
Su primera película en el cine fue Broadway Nights, en el año 1927. Colaboró en cinco películas con Frank Capra: Mujeres ligeras (Ladies of Leisure, 1930), La mujer milagro (The Miracle Woman, 1931)  Amor prohibido (Forbidden , 1932), donde llama la atención por su versatilidad, La amargura del general Yen (The Bitter Tea of General Yen, 1932) y ¿Conoces a John Doe? / Juan Nadie (Meet John Doe, 1941).

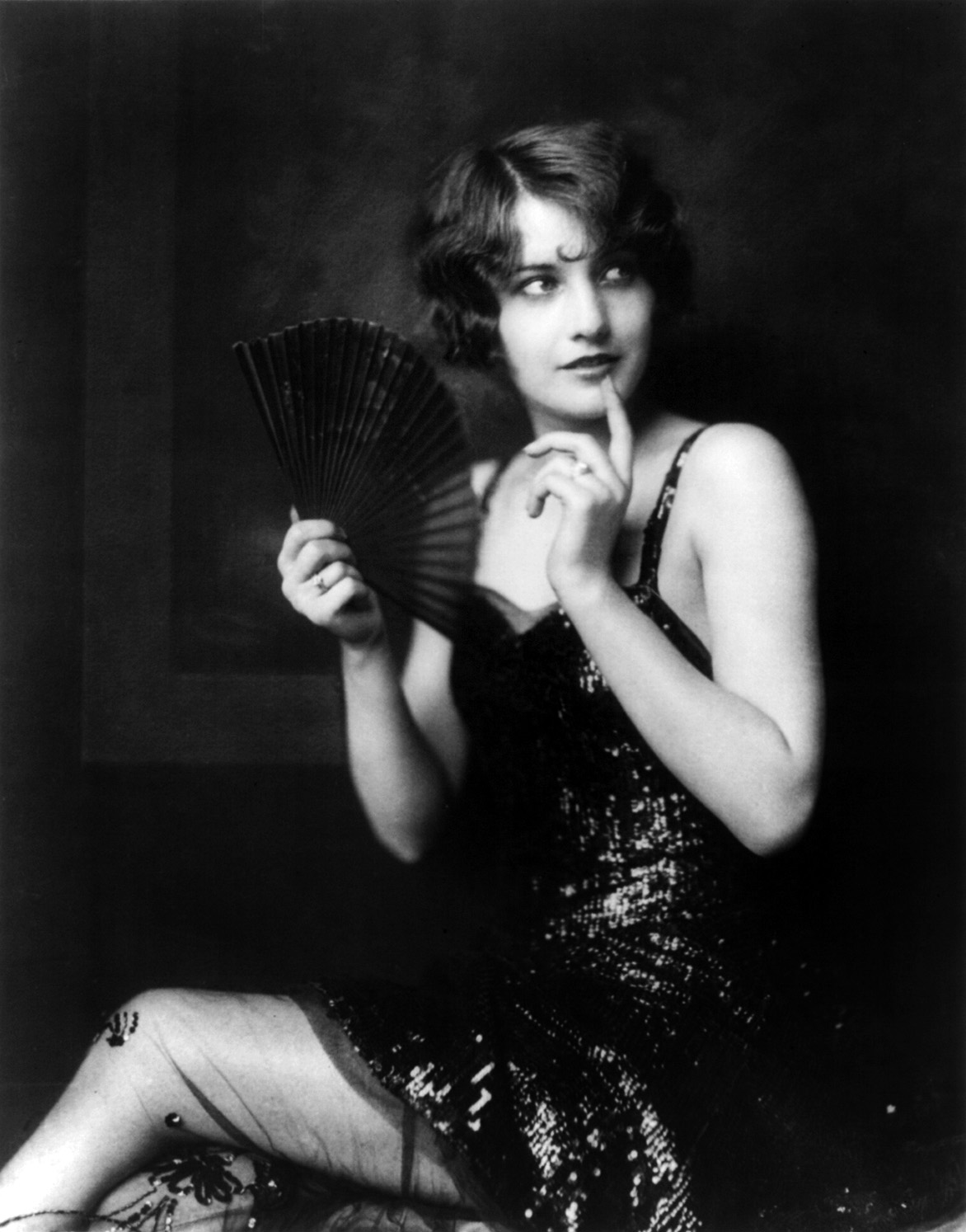
Barbara Stanwyck como una Ziegfeld girl (c. 1924)

Después de algunas otras películas, con directores como John Ford, su primer gran papel llega con la película Stella Dallas, de King Vidor, en el año 1937, con la que lograría su primera nominación a los Óscar, aunque en esta ocasión se lo llevó Luise Rainer por La buena tierra. 
Barbara se empezó a especializar en papeles de mujeres duras y fuertes. Su belleza no era tan ortodoxa como la de las grandes estrellas de Hollywood, pero eso no le impidió interpretar a algunas de las mujeres fatales más importantes de la historia del cine.
Hizo otras tres películas estupendas: Bola de fuego (Ball of fire), de Howard Hawks (su segunda nominación al Óscar, que tampoco logró); ¿Conoces a John Doe? / Juan Nadie (Meet John Doe), de Frank Capra y Las tres noches de Eva (The Lady Eve) de Preston Sturges, todas realizadas en 1941; así demostró que además de cine negro, era capaz de hacer comedias y melodramas.

### Pacto de sangre/Perdición(Double Indemnity, 1944)

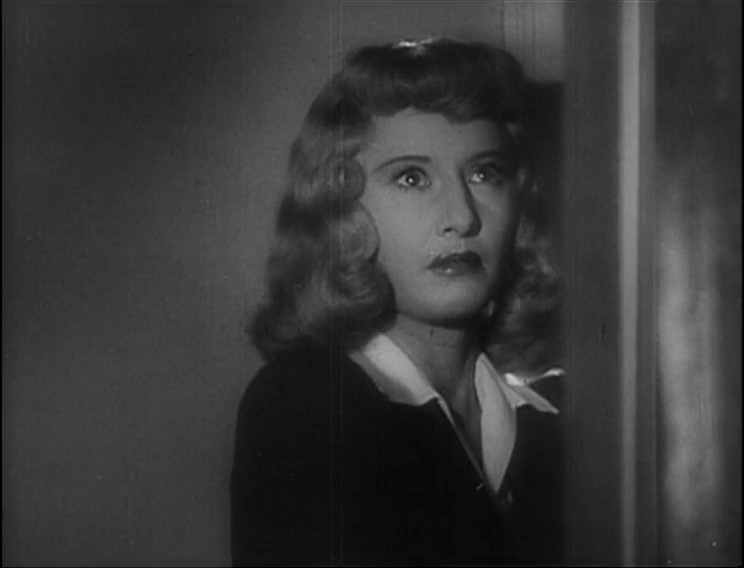
Barbara en una escena de Double Indemnity (1944).

El mayor éxito de su carrera le llegó en el año 1944, con la película Pacto de sangre / Perdición (Double Indemnity, 1944), dirigida por Billy Wilder y protagonizada también por Fred MacMurray y Edward G. Robinson. Con un guion de Raymond Chandler, basado en la novela homónima de James M. Cain, la película es una de las grandes obras maestras del cine negro, Stanwyck interpretó el papel de una mujer manipuladora, insensible y malvada. Su papel como Phyllis Dietrichson es, probablemente, el modelo en el que se basa el estereotipo cinematográfico moderno de mujer fatal. Su magnífica interpretación le valió su tercera nominación al Óscar, pero tampoco se lo llevó ya que era el año en que Ingrid Bergman lo ganó por Luz de gas (Gaslight).
Posteriormente a este personaje, hizo otras películas también memorables, como El extraño amor / caso / crimen de Martha Ivers (The Strange Love of Martha Ivers, 1946) de Lewis Milestone, o Voces de muerte (Sorry, Wrong Number, 1948) de Anatole Litvak, lo que le supuso su cuarta nominación a los Óscar, que en esta ocasión le arrebató Jane Wyman.
Continuó haciendo películas magníficas en papeles nada convencionales, como en Desengaño / Encuentro en la noche / Tempestad de pasiones (Clash by Night, 1952) de Fritz Lang, junto a Marilyn Monroe o en La gata negra (Walk on the Wild Side, 1962), de Edward Dmytryk, cinta en la que interpretó a la primera lesbiana declarada de la historia del cine. También trabajó en filmes más comerciales, como Roustabout (1964) con Elvis Presley.

### Últimos trabajos
Durante los años 1950 y los años 1960 hizo bastante televisión, tuvo su propio programa, que le valió un premio Emmy, aparte de colaborar en diversas series, como Valle de pasiones. 
Por sus contribuciones al mundo del cine, se le puso una estrella en el Paseo de la Fama de Hollywood, en el 1751 de Vine Street, y como reconocimiento a toda su carrera, en el año 1982 consiguió un Óscar honorífico. 
Tras rechazar el papel de Angela Channing en la serie estadounidense Falcon Crest, Bárbara intervino en tres series emblemáticas de los ochenta que fueron sus últimos trabajos: El pájaro espino (junto a Richard Chamberlain), Dinastía y Los Colby, en ambas en el papel de Constance Colby.

## Vida personal

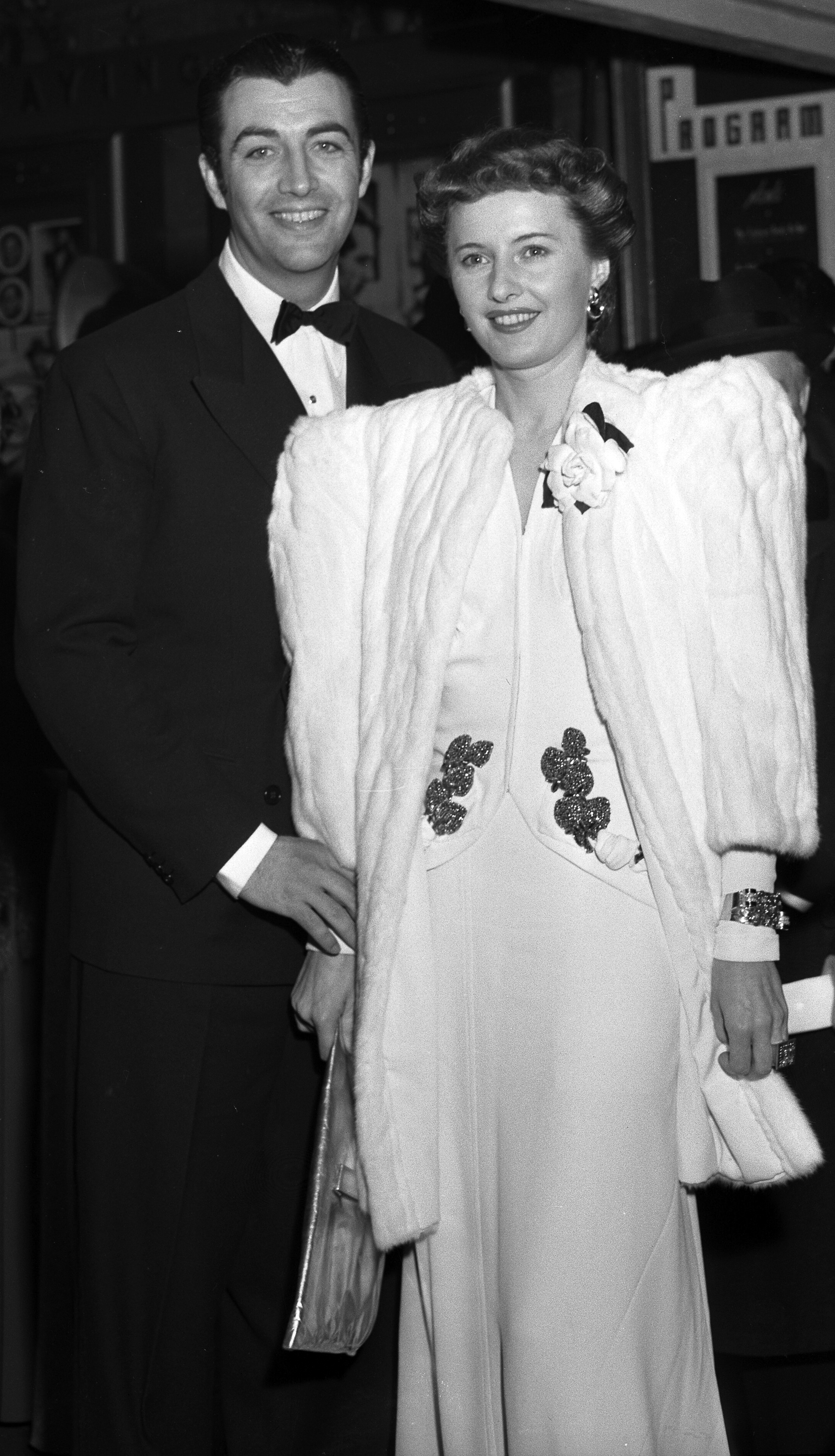
Robert Taylor y Barbara Stanwyck en el estreno de la película "Meet John Doe". Los Ángeles, California, 1941.

Su primer matrimonio fue el 26 de agosto de 1928 con el actor Frank Fay. Adoptó un niño que se llamó Anthony Dion Fay, y se divorció dramáticamente en el año 1936 entablando una larga batalla legal por la custodia de Dion. Ya ganada la batalla legal, Stanwyck abandonó a Dion a su suerte colocándolo en internados.
Barbara Stanwyck se casó en 1939 con el actor Robert Taylor, matrimonio que duró doce años, hasta su divorcio en 1951.
En el rodaje de Sueños de oro conoció a William Holden, y ahí se iniciaría una larguísima amistad que duraría hasta la muerte de él, hasta el punto de que cuando ella ganó el premio Óscar honorífico en el año 1982, se lo dedicó a él, ya que había fallecido poco tiempo antes.

## Muerte
Barbara Stanwyck murió a los 82 años de edad en su casa de Santa Mónica, debido a una enfermedad del corazón. Además, durante toda su vida había sufrido artrosis degenerativa y su columna vertebral se había visto afectada por una dolorosa escoliosis.
Su cuerpo fue incinerado y sus cenizas esparcidas en la localidad de Lone Pine.

## Filmografía

### Cine
- La puerta cerrada (The Locked Door, 1929)
- La rosa de México (Mexicali Rose / The Girl from Mexico, 1929)
- Mujeres ligeras (Ladies of Leisure, 1930) de Frank Capra
- Ilícito (Illicit, 1931) de Archie Mayo
- A diez centavos el baile (Ten Cents a Dance, 1931)
- Enfermeras de noche (Night Nurse, 1931) de William A. Wellman
- La mujer milagro (The Miracle Woman, 1931) de Frank Capra
- Amor prohibido (Forbidden, 1932) de Frank Capra
- Cruel desengaño (Shopworn, 1932)
- Alma de sacrificio (So Big!, 1932)
- The Purchase Price (1932)
- La amargura del general Yen (The Bitter Tea of General Yen, 1933) de Frank Capra
- En boca de todos (Ladies They Talk About, 1933) de Howard Bretherton
- Carita de ángel (Baby Face, 1933) de Alfred E. Green
- Siempre en mi corazón (Ever in My Heart, 1933) de Archie Mayo
- La novia de la suerte (Gambling Lady, 1934) de Archie Mayo
- A Lost Lady (1934) de Alfred E. Green
- La novia secreta (The Secret Bride, 1934) de William Dieterle
- La vestida de rojo (The Woman in Red, 1935)
- El soldadito del amor (Red Salute, 1935) de Sidney Lanfield
- Annie Oakley (1935) de George Stevens
- Un mensaje a García (A Message to Garcia, 1936)
- Cásate y verás (The Bride Walks Out, 1936)
- La esposa de su hermano (His Brother's Wife, 1936) de W. S. Van Dyke
- Banjo on My Knee (1936)
- La Osa Mayor y las estrellas (The Plough and the Stars, 1937) de John Ford
- Internes Can't Take Money (1937)
- La contraseña (This Is My Affair, 1937)
- Stella Dallas (1937) de King Vidor
- Desayuno para dos (Breakfast for Two, 1937)
- Por otro querer (Always Goodbye, 1938)
- Ocho mujeres y un crimen (The Mad Miss Manton, 1938) de Leigh Jason
- Unión Pacífico (Union Pacific, 1939) de Cecil B. DeMille
- Sueño dorado (Golden Boy, 1939)
- Recuerdo de una noche (Remember the Night, 1940) de Mitchell Leisen
- Las tres noches de Eva (The Lady Eve, 1941) de Preston Sturges
- ¿Conocen a John Doe? / Juan Nadie (Meet John Doe, 1941), de Frank Capra
- Me perteneces (You Belong to Me, 1941) de Wesley Ruggles
- Bola de fuego (Ball of Fire, 1941) de Howard Hawks
- Una gran señora (The Great Man's Lady, 1942) de William A. Wellman
- The Gay Sisters (1942)
- La estrella del Variedades (Lady of Burlesque, 1943) de William A. Wellman
- Al margen de la vida (Flesh and Fantasy, 1943)
- Pacto de sangre / Perdición (Double Indemnity, 1944) de Billy Wilder
- Cena de Navidad (Christmas in Connecticut, 1945)
- Mi reputación (My Reputation, 1946)
- The Bride Wore Boots (1946)
- El extraño amor / caso / crimen de Martha Ivers (The Strange Love of Martha Ivers, 1946) de Lewis Milestone
- California (1947)
- Las dos señoras Carrol (The Two Mrs. Carrols, 1947) de Peter Godfrey
- El otro amor (The Other Love, 1947)
- El aullido del lobo (Cry Wolf, 1947)
- Variety Girl (1947)
- La rebelde (B.F.'s Daughter, 1948)
- Voces de muerte (Sorry, Wrong Number, 1948) de Anatole Litvak
- Dirección prohibida (The Lady Gambles, 1949)
- Mundos opuestos (East Side, West Side, 1949) de Mervyn LeRoy
- El caso de Thelma Jordon (The File on Thelma Jordon, 1949)
- Mentira latente (No Man of Her Own, 1950) de Mitchell Leisen
- Las furias (The Furies, 1950) de Anthony Mann
- Indianápolis (To Please a Lady, 1950) de Clarence Brown
- The Man with a Cloak (1951) de Fletcher Markle
- Choque durante la noche / Desengaño / Encuentros en la noche / Tempestad de pasiones (Clash by Night, 1952) de Fritz Lang
- Astucia de mujer (Jeopardy, 1953)
- El hundimiento del Titanic (Titanic, 1953) de Jean Negulesco
- Su gran deseo (All I Desire, 1953) de Douglas Sirk
- Soplo salvaje (Blowing Wild, 1953)
- Sombras tenebrosas (The Moonlighter, 1953)
- El único testigo (Witness to Murder, 1954), de Roy Rowland
- La torre de los ambiciosos (Executive Suite, 1954) de Robert Wise
- La reina de Montana (Cattle Queen of Montana, 1954) de Allan Dwan
- Hombres violentos (The Violent Men, 1955) de Rudolph Maté
- Huida a Birmania (Escape to Burma, 1955) de Allan Dwan
- Siempre hay un mañana (There's Always Tomorrow, 1956) de Douglas Sirk
- Los indomables (The Maverick Queen, 1956)
- These Wilder Years (1956)
- Delito de pasión (Crime of Passion, 1957) de Gerd Oswald
- El sargento Hook (Trooper Hook, 1957)
- Cuarenta pistolas (Forty Guns, 1957) de Samuel Fuller
- La gata negra (Walk on the Wild Side, 1962) de Edward Dmytryk
- Carrusel del amor / El trotamundos (Roustabout, 1964) de John Rich
- Amor entre sombras (The Night Walker, 1964) de William Castle

### Televisión
- Valle de pasiones (The Big Valley, 1965-1969)
- La casa que nunca muere (The House That Would Not Die, 1970)
- La presencia del diablo (A Taste of Evil, 1971)
- The Letters (1970)
- El pájaro espino (The Thorn Birds, 1983)

## Premios y distinciones
Premios Óscar
| Año  | Categoría        | Película         | Resultado |
| ---- | ---------------- | ---------------- | --------- |
| 1938 | Mejor actriz     | Stella Dallas    | Nominada  |
| 1942 | Mejor actriz     | Bola de fuego    | Nominada  |
| 1945 | Mejor actriz     | Double Indemnity | Nominada  |
| 1949 | Mejor actriz     | Voces de muerte  | Nominada  |
| 1982 | Oscar Honorífico | Oscar Honorífico | Ganadora  |